# Tetranychus fijiensis
Espèce
Tetranychus fijiensis est une espèce d'acariens de la famille des Tetranychidae, originaire d'Océanie.
Cet acarien est un ravageur polyphage qui attaque diverses espèces de palmiers (Arecaceae), de plantes ornementales ligneuses et d'arbres fruitiers.

## Synonymes
Selon Catalogue of Life (18 juillet 2014) :
- Pritchardina fijiensis (Hirst, 1924),
- Tetranychus fijiensis Hirst, 1924,